# Mailchimp
Mailchimp (stylisé MailChimp jusqu'en 2018), fondée en 2001 à Atlanta, est une plate-forme de services marketing diversifiés pour les petites et moyennes entreprises. On y trouve des outils de marketing automation, de marketing par courriel, de marketing postal et de marketing par texto.
Mailchimp est le nom commercial utilisé par son opérateur, Rocket Science Group, une société américaine fondée en 2001 par Ben Chestnut (en) et Mark Armstrong, Dan Kurzius (en) les ayant rejoints par la suite.
Depuis 2021, sa société mère est Intuit.

## Services
Elle propose à ses clients de créer des campagnes de communication par courriel.
L'utilisateur a la possibilité de personnaliser ses campagnes en fonction de critères de segmentation de sa base de données de contacts. La plate-forme propose également l'envoi de courriels automatiques en fonction d’événements ou de caractéristiques associées à un contact.

## Historique
Avant de lancer Mailchimp, Chestnut et Armstrong ont travaillé ensemble sur une série de projets, dont un site Web de vœux électroniques. En 2001, ils ont lancé MailChimp, du nom d'un de leurs personnages de cartes de vœux électroniques les plus populaires, comme projet parallèle, et le service leur a rapporté quelques milliers de dollars par mois. À ses débuts, Mailchimp était une plateforme de publication d'infolettre.
Mailchimp, qui avait commencé comme un service payant, a ajouté une option freemium en 2009. En l'espace d'un an, sa base d'utilisateurs est passée de 85 000 à 450 000. En juin 2014, le service envoyait plus de 10 milliards d'e-mails par mois pour le compte de ses utilisateurs. En 2019, le service en envoyait plus de 18 milliards par mois.
En 2016, Mailchimp a été classé au 7e rang de la liste Forbes Cloud 100. En février 2017, la société a été désignée comme l'une des entreprises les plus innovantes de 2017 par le magazine Fast Company. En août 2017, Mailchimp a annoncé l'ouverture des bureaux à Brooklyn et à Oakland, en Californie.
En 2018, Mailchimp crée un partenariat avec Square dans le but d'ajouter des fonctionnalités de paiement à ses pages de renvoi et la compagnie offre désormais la possibilité d'envoyer des cartes postales par courrier.
En février 2019, Mailchimp a acquis LemonStand (en), un concurrent plus petit de Shopify, avant de mettre fin à son partenariat avec Shopify,. Plus tard en 2019, la société a annoncé que son chiffre d'affaires annuel atteindrait 700 millions de dollars, « environ 11 millions d'utilisateurs actifs, une audience totale de 4 milliards de personnes ». Mailchimp a ensuite annoncé son intention de passer de la distribution de courrier à l'offre d'une « plateforme marketing complète destinée aux petites organisations ». Ce virage consiste notamment à permettre aux clients d'enregistrer et de suivre les pistes de clients au sein de la plateforme, de créer des pages de renvoi et des sites Web, et d'exécuter des annonces de reciblage publicitaire sur Facebook et Instagram.
Mailchimp a acquis "Courier", une société de médias et de magazines basée à Londres, en mars 2020, avec l'objectif déclaré de croissance internationale. Le magazine compte 100 000 lecteurs dans plus de 26 pays.
En 2020, Mailchimp propose à ses clients de créer de la publicité en ligne grâce à de l'intelligence artificielle.
En 2021, la compagnie acquiert Chatitive dans le but d'offrir à ses abonnés la possibilité d'envoyer des texto à leur liste de contact.
Les fondateurs de Mailchimp ont démarré sans financement extérieur, sans projet d'introduction en bourse, et pendant 20 ans, ils ont refusé des offres d'acquisition,. Chestnut et Armstrong sont devenus des exemples d'une liste croissante d'entrepreneurs qui ont réussi à faire croître et conserver leur compagnie sans apport d'argent extérieur.
La plate-forme appartient à Rocket Science Group, une entreprise américaine fondée en 2001 et basée à Atlanta. Le 1er novembre 2021, le groupe Rocket Science Group est racheté par Intuit, qui édite les solutions pour entreprises TurboTax, QuickBooks, Mint et Credit Karma, pour 12 milliards de dollars en numéraire et actions,,.

## Culture
Mailchimp a apporté un soutien financier au podcast américain Serial, en échange d'une publicité diffusée au cours du podcast, devenue virale en 2014, dans laquelle le nom de la marque est mal prononcé,.
En 2020, Mailchimp se porte acquéreur de Courrier, une compagnie de média britannique détentrice d'une revue bimensuelle, d'un journal, d'une infolettre, d'un balado et d'événements.

## Violation de données
En mars 2022, Mailchimp a subi une violation de données dans laquelle des intrus ont eu accès aux données de 319 de ses clients par ingénierie sociale. Les données exposées comprennent l'adresse électronique, l'adresse IP et l'emplacement approximatif des destinataires de leur liste de diffusion,.

## Reconnaissance
En 2021, Merchant Maverick a désigné Mailchimp comme l'un des meilleurs logiciels de marketing par courriel pour les petites entreprises.